# Woodpecker (sidro)
Il sidro Woodpecker è un sidro dolce creato nel 1894 da Percy Bulmer ad Herefordshire, in Inghilterra. Oggi è ancora prodotto dalla H. P. Bulmer.
Noto al pubblico per il basso contenuto di alcol rispetto agli altri sidri in commercio, ha un sapore molto dolce. Bevuto soprattutto nei pub, è venduto anche al dettaglio sia in bottiglia che in lattina. Il logo del marchio è un picchio verde europeo su uno sfondo rosso .
Attualmente in declino dopo essere stato il marchio di sidro più bevuto al mondo, le sue vendite sono crollate a partire dal 2001.